# Два клёна (мультфильм)
«Два клёна» — советский художественный мультипликационный фильм режиссёра Анатолия Солина по одноимённой пьесе-сказке Евгения Шварца.

## Сюжет
В глухом лесу живет злая и эгоистичная Баба-Яга, любящая только себя и совершенно не заботящаяся о своих животных: коте Котофее Ивановиче и псе Шарике, а также о цепном медведе, взятом ею в рабство. 
Отправившись по своим злым делам, Баба-Яга попадает в деревню. Ее привлекает вкусный запах, доносящийся из трубы. Заглянув в окно избы, старуха видит работящую женщину Василису, живущую со своими тремя сыновьями: Федором, Егорушкой и Иванушкой. 
Баба-Яга решает поработить Василису и, подняв с помощью метлы пыль на дороге, выманила из избы двух старших сыновей женщины. Мальчики, подумав, что гонят корову, пошли ее встречать, и Баба-Яга похищает детей. 
Василиса напрасно прождала пропавших детей, и в конце концов решила отправиться на их поиски сама, оставив дома Иванушку. Около года несчастная, постаревшая от горя женщина искала своих сыновей, и в конце концов забрела в лес к Бабе Яге. 
Василису встречает цепной медведь , который рассказывает  о своей нелёгкой жизни у злой колдуньи и, сочувствуя горю Василисы, призывает избушку на курьих ножках. Женщина поет весёлую песенку, и избушка, не привыкшая к доброму обращению, выбрасывает наружу Бабу-Ягу, все это время подглядывающую за Василисой и пораженную ее силе духа.
Баба-Яга говорит, что Федор и Егорушка находятся у нее, и Василиса, если хочет вернуть их, должна пойти к ней в услужение. В качестве доказательства она дает Василисе послушать непонятно откуда доносящиеся голоса детей. Баба-Яга ставит условие : если она хотя бы раз похвалит работу Василисы, то ее сыновья будут свободны. Василисе ничего не остаётся, кроме как согласиться на это. 
Старуха дает Василисе невыполнимую работу: перебрать перемешанное мышами зерно, перемолоть его на муку на мельнице (которую, к тому же, нужно построить) и найти спрятанный мешок с золотом. Медведь зовет на помощь кота и собаку, и все вместе принимаются за работу. Котофей Иванович приказал мышам перебрать зерно, а Василиса и медведь построили мельницу, перемолов на ней всю муку.
Тем временем ищущий золото Шарик находит в лесу спящего Иванушку, отправившегося на поиски матери и братьев. Вдвоем они находят золото, и счастливые мать и сын воссоединяются.
Баба-Яга же, увидев, что вся работа сделана , и ей не к чему придраться, решает перехитрить Василису, стащив у самой себя золото. Иванушка, заметив это, бросается догонять Бабу-Ягу, но та его хватает, и Василисе приходится спасать сына. Обозленная противостоянием Василисы, Баба-Яга обесценивает весь труд своей работницы, и говорит, что похвалит ее только в том случае, если Василиса найдёт своих спрятанных детей до заката солнца. 
Василиса же, вспомнив о двух кленах, которые плакали, сопереживая ее горю, понимает, что дело тут нечисто. Баба-Яга пытается спилить деревья, но Иванушка ей мешает, порвав при этом Шапку-невидимку. Василиса говорит, что эти два клена и есть ее заколдованные дети. Баба-Яга сначала отпирается, но потом нехотя признает, что это правда.
Василиса требует расколдовать ее сыновей, но Баба-Яга в силу своей вредности наотрез отказывается. Возмущенная женщина запирает колдунью в ее же избе, а кот говорит, что Федора и Егорушку можно оживить волшебной водой, что спрятана в избушке. Пока Шарик отвлекал Бабу-Ягу, Котофей забрал ту воду из сундучка. В ярости молотя кулаками по двери, Баба-Яга разбивает свое любимое зеркало.
Полив клены волшебной водой, Василиса снимает злые чары, и деревья снова превращаются в мальчиков. Вся семья радуется воссоединению, а обессиленная от всеобщего счастья Яга, которую ждет суд, просит Василису отпустить ее, предлагая взамен все золото. Но помолодевшая женщина отказывается, говоря, что не в нем счастье. 

## Съёмочная группа
| автор сценария             | Татьяна Правдивцева |
| режиссёр                   | Анатолий Солин |
| художник-постановщик       | Инна Пшеничная |
| оператор                   | Владимир Милованов |
| композитор                 | Роман Леденёв |
| звукооператор              | Цезарь Рискинд |
| художники-мультипликаторы: | В. Чурик, Борис Савин, Вадим Меджибовский                                                                                  |
| художники:                 | Ирина Дегтярёва, Лера Рыбчевская, Елена Строганова, Л. Хорошкова, Е. Лопатникова, Владимир Вышегородцев, Александр Федулов |
| монтаж                     | М. Трусова |
| редактор                   | Алиса Феодориди |
| директор                   | А. Чертов |

## Роли озвучивают
- Вера Васильева — Василиса-работница
- Гарри Бардин — Баба-Яга
- Рогволд Суховерко — Медведь
- Лия Ахеджакова — Иванушка
- Анатолий Баранцев — пёс Шарик
- Зиновий Высоковский — Котофей Иванович